# Курников, Лев Андреевич

Подводная лодка Л-8 «Дзержинец» возвращается из боевого похода

Лев Андреевич Курников (6 февраля 1907 — 27 апреля 1997) — советский военный деятель, контр-адмирал (8.07.1945), вице-адмирал (18.02.1958), подводник.

## Биография
Сын рабочего. На флоте с 15-летнего возраста (с 1922). По комсомольскому призыву был направлен на учёбу. В 1928 окончил ВМУ им. Фрунзе (ныне Санкт-Петербургский военно-морской институт). Затем в 1928—1929 — севастопольскую школу морских лётчиков, где получил специальность — морской лётчик-наблюдатель (лётчик-штурман) бомбардировочной авиации ЧФ. В 1929—1930 служил морским лётчиком 60-й отдельной авиаэскадрильи Черноморского флота. В 1930—1931 окончил минный класс спецкурсов командного состава ВМС РККА
После окончания спецкурсов получил назначение на должность командира минного сектора эсминца «Фрунзе». С декабря 1931 года — дивизионный торпедист, а с декабря 1932 года после успешной сдачи экзаменов в учебном отряде подводного плавания им. Кирова назначен флагманским торпедистом бригады подводных лодок. В 1932—1933 — флагминёр 2-й морской бригады Тихоокеанского флота.
С ноября 1933 года на подводном флоте, командир ряда подводных лодок.
В феврале 1936 года стал первым командиром подлодки «Л-8 „Дзержинец“». В апреле 1938 года назначен командиром 42-го дивизиона ТОФ.
В августе 1938 был арестован органами НКВД. До февраля 1939 года находился под следствием, после чего освобождён и восстановлен в кадрах ВМФ. Обвинение в отношении его было снято.
В мае 1939 года занял должность командира 43-го дивизиона подлодок Тихоокеанского флота. В 1941 году окончил Военно-Морскую академию и в апреле того же года в звании капитана 2 ранга стал начальником штаба 1-й бригады подводных лодок Краснознамённого Балтийского флота.
Участник Великой Отечественной войны. За первые полтора года войны противник потерял от действий подводных лодок КБФ 49 транспортов и предположительно ещё 13.
Командир подразделения подводников Краснознамённого Балтийского Флота в составе сводного полка Военно-морского флота на Параде Победы (24 июня 1945).
В июне 1947 года Л. А. Курников — заместитель командира, а с апреля 1951 года — командир Краснознамённого Учебного отряда подводного плавания имени С. М. Кирова (КУОПП).
В апреле 1957 года назначен заместителем начальника Военно-морской академии по военно-научной работе.
Выйдя в отставку по возрасту в конце 1970 года, с 1973 был председателем Совета ветеранов-подводников Балтики. Автор книги воспоминаний «Подводники Балтики» (Санкт-Петербург, 2012. Часть 1).
Похоронен на Серафимовском кладбище в Санкт-Петербурге.

## Награды
- орден Ленина (06.11.1947 — № 64860,)
- четыре ордена Красного Знамени (27.02.1943 — № 48281, 03.11.1944 — № 121642, 21.08.1953, 22.02.1968)
- орден Ушакова II степени (08.02.1945 — № 207)
- орден Нахимова II степени (24.05.1945 — № 288)
- орден Отечественной войны 1 степени (06.04.1985)
- медали СССР.
- именное оружие (1957)
- именной морской бинокль 10х50 (16.01.1967)
- именные наручные часы «Полёт» (16.01.1970)